# Nhà hát Sông Hương
Nhà hát Sông Hương là nhà hát nằm ở số 01 đường Lê Lợi, phường Vĩnh Ninh, thành phố Huế,tại ngã ba sông An Cựu đối diện và sông Hương bao quanh, khu vực trung tâm của thành phố. Nhà hát Sông Hương thuộc Học viện Âm nhạc Huế, Bộ Văn hóa, Thể thao và Du lịch, chính thức đi vào hoạt động từ năm 2020, với kiểu mẫu văn hóa phục vụ cộng đồng, kết cấu nhà hát đa chức năng, là nơi biểu diễn nhạc thính phòng, ca múa nhạc, xiếc và các loại hình nghệ thuật phong phú, đồng thời tổ chức các hoạt động quảng bá, giao lưu đa dạng như hội nghị, hội thảo, đào tạo chuyên ngành, thu âm.
Nhà hát mang tên theo sông Hương – dòng sông hình tượng của cố đô Huế, được phối kết hợp cảnh quan thiên nhiên và đô thị mới, hiện đại, với mục tiêu trở thành một điểm nhấn của Huế trong giai đoạn nỗ lực phát triển địa phương, đóng góp hoàn thành mạng lưới tuyến hệ thống kiến trúc bờ Bắc – bờ Nam. Nhà hát Sông Hương được đánh giá là công trình có vị trí ấn tượng tại Huế – xứ Huế, xứ sở mộng mơ, thành phố thơ mộng hay xứ thơ hàng đầu miền Trung nước Việt và là nhà hát mang đẳng cấp quốc tế.

## Lịch sử
Quy hoạch chi tiết hai bờ sông Hương được nghiên cứu và đặt ra, với định hướng là bước đột phá không chỉ cho thành phố Huế trong phát triển của đô thị Huế mang tính bền vững của một thành phố xanh, văn hóa và du lịch mà còn tạo động lực và sức hút trong đầu tư và phát triển của toàn tỉnh Thừa Thiên Huế. Phố đi bộ Nguyễn Đình Chiểu được khánh thành năm 2018 khiến cho bờ sông Hương trở thành không gian nghệ thuật, hướng tới công trình mới: nhà hát Sông Hương.

### Quá trình xây dựng
Nhà hát Sông Hương thuộc Học viện Âm nhạc Huế, một trong ba trường đào tạo âm nhạc bậc đại học tại Việt Nam cùng Nhạc viện Thành phố Hồ Chí Minh và Học viện Âm nhạc Quốc gia Việt Nam. Ngày 08 tháng 11 năm 2007, Học viện Âm nhạc Huế được thành lập dựa trên Khoa Âm nhạc của Trường Đại học Nghệ thuật, Đại học Huế, định hướng phát triển âm nhạc đa dạng gồm: biểu diễn âm nhạc, sáng tác âm nhạc, lý luận và chỉ huy âm nhạc; tập trung vào âm nhạc Việt Nam với các di sản: Nhã nhạc cung đình Huế, Không gian văn hóa cồng chiêng Tây Nguyên, Dân ca ví, giặm Nghệ Tĩnh cùng hai loại hình âm nhạc di sản quốc gia là ca Huế và hô Bài chòi. Với đề xuất tăng cường cơ sở hạ tầng, phục vụ đào tạo, mở rộng giao lưu trong nước và quốc tế, dự án nhà hát Sông Hương ra đời và được Bộ Văn hóa, Thể thao và Du lịch phê duyệt từ tháng 10 năm 2013.
Giai đoạn đầu, công việc giải phóng mặt bằng gặp vấn đề về thủ tục và tái định cư của các hộ gia đình ở trung tâm thành phố, trì hoãn từ quý một năm 2015 đến năm 2017. Ban Quản lý dự án Đầu tư Xây dựng miền Trung – Tây Nguyên của Bộ Văn hóa được giao nhiệm vụ quản lý, tiến hành mở thầu xây lắp công trình nhà hát, với đơn vị trúng thầu là Công ty cổ phần Xây lắp và Thương mại An Bảo – Tổng công ty Vận tải thủy (VIVASO). Nhà hát Sông Hương được khởi công xây dựng vào đầu năm 2017 với tổng mức đầu tư là 198 tỷ đồng, hỗ trợ bởi Trung tâm Phát triển Quỹ đất thành phố Huế, Ủy ban nhân dân thành phố Huế và các đơn vị liên quan.
Trong quá trình xây dựng, tiến độ dự án nhà hát Sông Hương được khảo sát, đốc thúc triển khai bởi để đảm bảo thời gian và chất lượng. Bộ trưởng Bộ Văn hóa Nguyễn Ngọc Thiện đã chỉ đạo kiểm tra, đảm bảo gói thầu điều hòa, điện nhẹ, âm thanh của dự án, giải ngân kế hoạch vốn, mở đợt hai từ cuối năm 2018, đồng thời thúc đẩy dự án xây dựng cơ sở của Học viện Âm nhạc Huế kết hợp nhà hát trong giai đoạn đầu tư công gặp khó khăn; Chủ tịch Ủy ban Nhân dân tỉnh Thừa Thiên Huế Phan Ngọc Thọ trực tiếp chỉ đạo công tác dự án, giải quyết các vấn đề phát sinh với mục tiêu là nơi tổ chức các hoạt động nghệ thuật quy mô lớn trong nước và quốc tế. Theo đó, các giai đoạn xây lắp cơ bản, lắp ráp nội thất, hoàn thiện không gian bên ngoài dần được hoàn thành. Ban đầu trước khi triển khai, dự án dự tính hoàn tất năm 2019, nhưng chịu ảnh hưởng từ quá trình giải phóng mặt bằng, bão lũ miền Trung năm 2017, 2018, Đại dịch COVID-19, đã lùi lại đến tháng 3 năm 2020, nhà hát Sông Hương được khánh thành, chính thức đi vào hoạt động.

## Kiến trúc và vai trò

### Kiến trúc nhà hát
Dự án ban đầu: nhà hát Sông Hương được lên kế hoạch với mục đích là thiết chế văn hóa độc đáo phục vụ các hoạt động văn hóa nghệ thuật của khu vực miền Trung – Tây Nguyên, tạo ra các hoạt động âm nhạc sôi động, khắc phục được tình trạng trầm lắng của đời sống âm nhạc ở Huế. Thiết kế lắp đặt hệ thống thiết bị nâng hạ và hố nhạc trên sân khấu theo hướng hiện đại, hệ thống âm thanh ánh sáng hướng đạt chuẩn quốc tế, tiến hành mời các chuyên gia về âm thanh, ánh sáng trong và ngoài nước tư vấn. Toàn bộ thiết kế kiến trúc của Học viện Âm nhạc Huế sắp xếp nhà hát Sông hương theo một không gian mở, trở thành điểm nhấn cho thành phố, trong đó nhà hát giữ vị trí chủ đạo của công trình. Tập hợp vật liệu xây dựng, ngói lợp, nội thất, màu sắc trang trí đều được nghiên cứu, bên ngoài nhà hát có sân khấu ngoài trời, sân vườn, cây cỏ, các bức tượng, phù điêu trang trí.
Nhà hát Sông Hương có kiến trúc oval, phong cách hình elip, quy mô 1.000 chỗ ngồi (tầng một: 700 chỗ và tầng hai: 300 chỗ), trong đó, khu vực khán giả và sân khấu là không gian chủ đạo khẳng định đặc trưng của nhà hát chuyên nghiệp. Trong nội thất nhà hát chia làm ba tầng, hai tầng dưới là sân khấu, tầng ba là tầng thượng phối kết hơp; tầng một gồm phòng khán giả, sân khấu, sảnh, các phòng chức năng, phòng đặc biệt, phòng diễn viên, khách mời, phòng tổ chức hội nghị. Sàn và khu sân khấu chính cùng tường sau, đường di chuyển, lối đi cánh tầng được ốp, lát toàn bộ bằng gỗ. Trần của nhà hát với những vòng tròn đồng tâm được ốp gỗ và thiết kế hệ thống chiếu sáng theo phong cách hiện đại, khán đài tầng trên được uốn cong nghệ thuật. Nhóm các bộ phận khác như tia nhìn, tiền đài, mặt tranh, đường đỏ sân khấu, thiên kiều, màn ngăn cháy, dàn thưa được kết nối đạt tiêu chuẩn.
Không gian bên ngoài: nhà hát Sông Hương có góc nhìn thẳng ra sông Hương bao phủ đối diện, tầm nhìn ngã ba sông, có sông An Cựu – dòng nhân tạo xuyên suốt bờ Nam xứ Huế bao bọc bên trái. Công trình này được thiết kế phù hợp cảnh quan, kiến trúc xung quanh, lối đi bộ lát đá cùng nhiều cây xanh, hoa cỏ được trồng và chăm sóc. Xung quanh nhà hát được kết hợp hạng mục khác như ca Huế trên sông, các dàn nhạc biểu diễn phục vụ khách tham quan du lịch, tổ chức các chương trình âm nhạc lớn với các ca sĩ ngôi sao, phối cảnh vừa gần gũi thiên nhiên, vừa mang tính hiện đại, xứ Huế thời kỳ mới, trước khi trở thành thành phố trung ương. Bên cạnh đó, kiến trúc kết hợp nhà hát với dự án mới của trạm xe đạp thông minh và công trình phục vụ du lịch công cộng.

### Vai trò kết nối

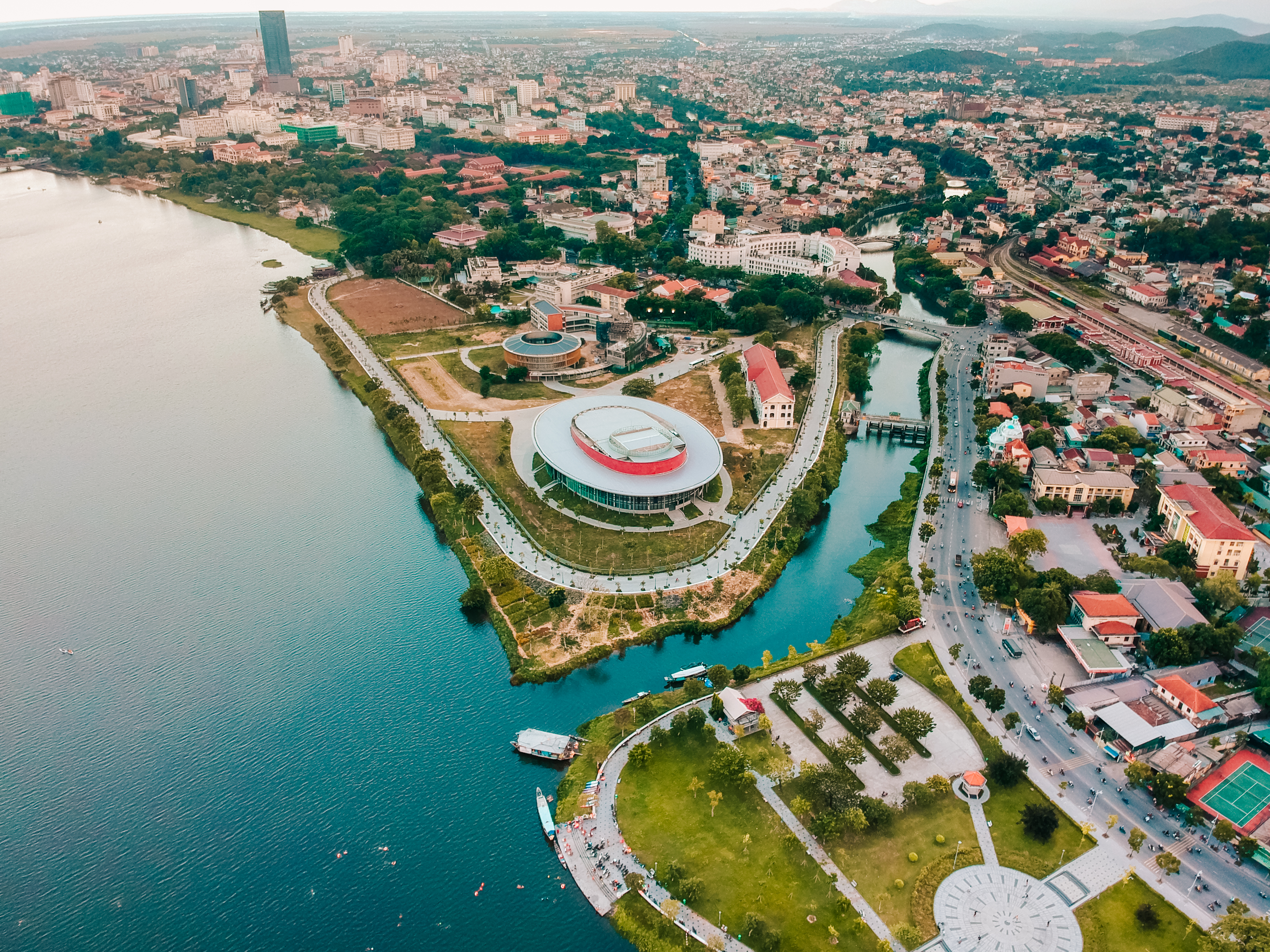
Nhà hát Sông Hương nhìn từ ngã ba sông An Cựu và Sông Hương.

Nhà hát Sông Hương không chỉ là nơi tổ chức các hoạt động của học viện, mà còn là thiết chế văn hóa phục vụ cho các hoạt động của Huế, khu vực miền Trung – Tây Nguyên và các hoạt động giao lưu biểu diễn nghệ thuật mang tầm quốc tế, kết nối. Ở nhà hát, các dàn nhạc giao hưởng hiện đại như piano, violon, violoncelle, guitare, thanh nhạc, clarinette, oboe, trompette, fagotte, flute; nhạc cụ dân tộc văn hóa như đàn tranh, bầu, nhị, nguyệt, tỳ bà, tam thập lục, sáo trúc đều được trang bị đầy đủ và thường xuyên biểu diễn. Bảo tồn âm nhạc Việt Nam, kết nối âm nhạc hiện đại, lấy nhà hát làm địa điểm giao lưu cho xứ Huế nói riêng, cả nước nói chung.
Từ khi thành lập, Học viện Âm nhạc Huế xác định tập trung mô hình dân tộc nhạc học. Cùng với nhà hát Sông Hương, Bảo tàng Dân tộc nhạc học cũng sẽ được khởi công xây dựng để trưng bày, giới thiệu nhiều di sản văn hóa phi vật thể đại diện của nhân loại ở miền Trung – Tây Nguyên. Bảo tàng, Viện Dân tộc nhạc học và nhà hát Sông Hương đóng vai trò tạo nên một không gian văn hóa độc đáo, để Học viện Âm nhạc Huế không chỉ là nơi phục vụ nghiên cứu, đào tạo mà còn là một điểm tham quan văn hóa, du lịch.

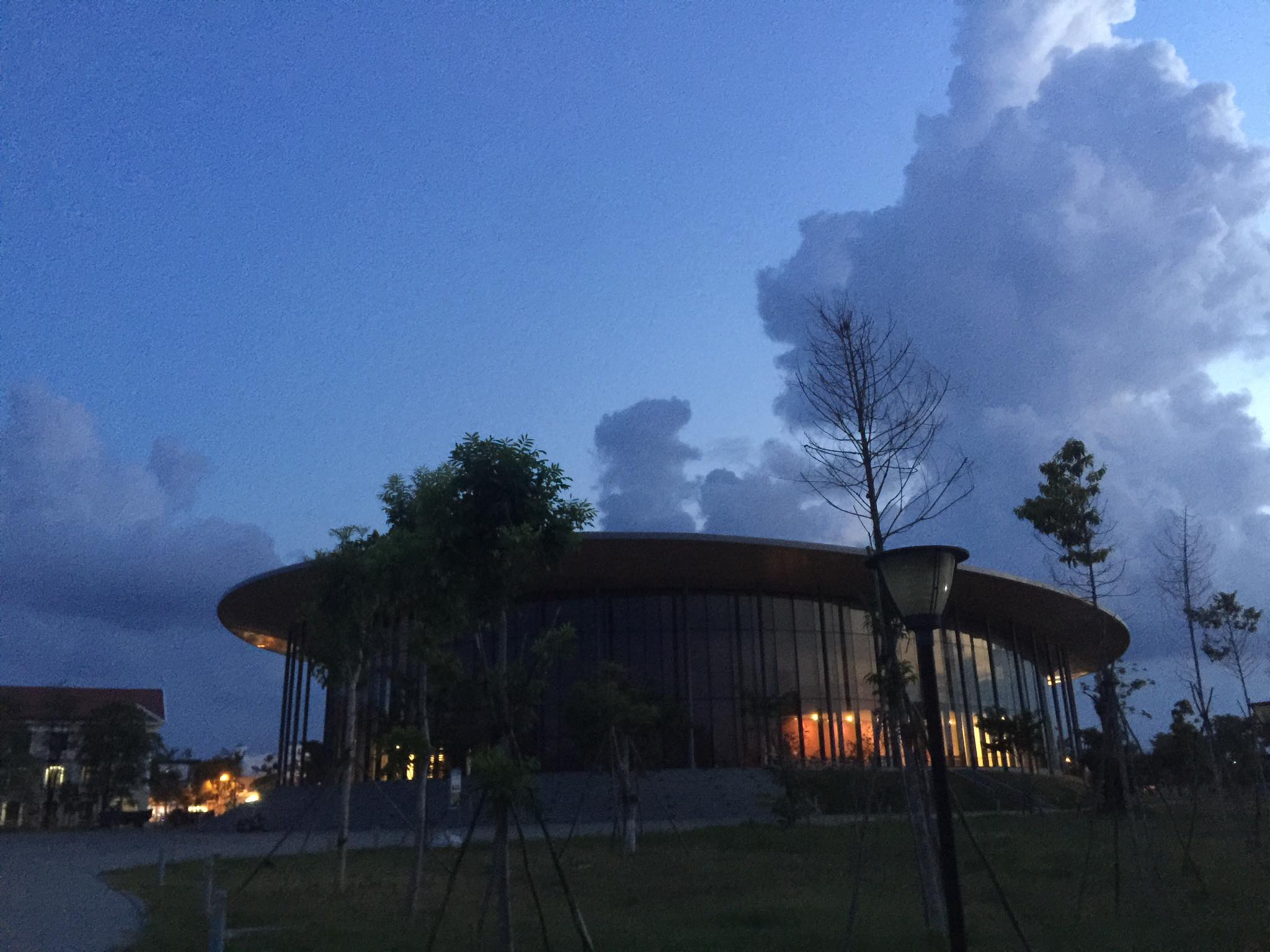
Ảnh chụp nhà hát Sông Hương lúc chiều tối ở lối đi bộ bờ sông Hương và sông An Cựu.

Nhà hát Sông Hương đóng vai trò là vị trí đặc biệt nằm trên bờ ở ngã ba sông Hương và sông An Cựu, phía trước là Kinh thành Huế, nhà hát được thiết kế theo không gian mở, bốn phía giáp đường đảm bảo thoát nạn khi có sự cố, đồng thời người dân có thể tiếp cận để vui chơi xung quanh. Kiến trúc nhà hát được thiết kế theo hình móng ngựa, trở thành điểm nhấn của không gian đô thị Huế, phù hợp với cảnh quan thiên nhiên. Nhà hát nằm trong khuôn viên Học viện Âm nhạc Huế, cạnh trụ sở Đại học Huế – đại học vùng trọng điểm quốc gia, ga Huế – ga chính Bắc Nam hơn 100 năm lịch sử.
Đối với tuyến đường đi bộ bờ Nam sông Hương, mạng lưới địa điểm hấp dẫn như được kết nối gồm: Trường Đại học Sư phạm, bến thuyền Tòa Khâm, cầu Trường Tiền, nhà trưng bày Điềm Phùng Thị, công viên Tứ Tượng, bảo tàng Văn hóa Huế, bảo tàng Thêu XQ, Trung tâm Nghệ thuật Lê Bá Đảng, Trung tâm Văn hóa Phật giáo Liễu Quán, công viên Lý Tự Trọng, Đài tưởng niệm chiến sĩ trận vong, Trường Trung học phổ thông Chuyên Quốc Học, Trường Trung học phổ thông Hai Bà Trưng, Bảo tàng Hồ Chí Minh và nhà hát Sông Hương. Từ năm 2020, dự án nối dài tuyến đường đi bộ hai bờ sông Hương được triển khai, một chặng mới bắt đầu từ cầu Dã Viên với đích đến là dọc theo Kim Long, chùa Thiên Mụ. Với vị trí khu vực Dã Viên – Bạch Hổ đối diện tuyến mới, nhà hát Sông Hương đóng vai trò là một địa điểm đóng góp tầm nhìn cho lối đi du lịch xứ Huế.

## Hoạt động
Nhà hát Sông Hương được khánh thành cuối tháng 03 năm 2020, với dự kiến tổ chức các sự kiện văn hóa, nghệ thuật và du lịch. Năm 2020, cả thế giới chịu ảnh hưởng của Đại dịch COVID-19 tác động tới Việt Nam, các hoạt động cộng đồng được tạm dừng, hoãn, khiến cho ít sự kiện được tổ chức ở nhà hát. Trong đó, sự kiện lớn nhất Thừa Thiên Huế là Festival Huế 2020 với các hoạt động ở nhà hát được lùi sang năm 2021. Đến cuối tháng Sáu, đầu tháng 7 năm 2020, một số sự kiện bắt đầu diễn ra.
Ngày 30 tháng 06 năm 2020, đoàn đại biểu Đại sứ quán Pháp tại Việt Nam, dẫn đầu bởi Đại sứ Nicolas Warnery, Tổng lãnh sự Vincent Floreani đã tới thăm Học viện Âm nhạc Huế và nhà hát Sông Hương. Đoàn Pháp bày tỏ sự đáng tiếc về việc hoãn, dừng một số sự kiện văn hóa nghệ thuật tổ chức tháng Tư, hy vọng kết hợp giao lưu ở nhà hát trong thời gian gần. Đầu tháng Bảy, dãy tường ở thôn Vọng Trì, xã Phú Mậu, huyện Phú Vang khắc họa chủ đề vẻ đẹp Kinh thành Huế, chùa Thiên Mụ, sông Hương và loạt danh thắng cố đô. Nhà hát Sông Hương được ẩn sau những hàng cây màu xanh tự nhiên trong một họa phẩm của dự án vẽ.
Ngày 25 tháng 07 năm 2020, chung kết cuộc thi Hoa khôi Đại học Huế 2020 đã được tổ chức ở nhà hát Sông Hương với chủ đề Nữ sinh Đại học Huế tỏa sáng cùng tri thức. Đêm chung kết đã thu hút đông đảo khán giả, là sự kiện cộng đồng quy mô lớn, đáng chú ý đầu tiên ở nhà hát.